# Rhombencéphale
Le rhombencéphale ou cerveau postérieur est la partie postérieure de l'encéphale des chordés. Il est composé du cervelet, du pont et du bulbe rachidien et contrôle plusieurs fonctions vitales. Les nerfs crâniens issus du rhombencéphale innervent les muscles de la tête et du cou dont ils relayent les informations sensorielles (sensation, goût, audition, etc.). D'autre part, ils contrôlent l'équilibre, les systèmes gastro-intestinaux et le système cardiovasculaire. Au sein des structures du rhombencéphale, sont contrôlées des fonctions vitales comme la respiration, la pression artérielle, les cycles éveil-sommeil. Le cervelet, notamment, est impliqué dans le contrôle moteur (la coordination particulièrement), le langage ou encore les émotions.

Représentation schématique de l'encéphale d'un embryon humain de 4 semaines.

Le rhombencéphale est une des trois vésicules cérébrales formées durant le développement embryonnaire, avec le prosencéphale (cerveau antérieur) et le mésencéphale (cerveau moyen). Il se situe ainsi entre la moelle épinière et le mésencéphale. Il se divise par la suite en métencéphale et en myélencéphale, ceux-ci se différenciant ensuite pour donner les structures retrouvées dans le cerveau adultes et les nerfs crâniens IV à XII. Au fur et à mesure du développement, le rhombencéphale, au départ constitué de tissu nerveux homogène, subit une compartimentation très spécifique qui donne naissance à des segments bien définis appelés rhombomères. Ces rhombomères forment des renflements et présentent peu à peu des populations cellulaires différentes, séparées par des populations frontières empêchant la migration des cellules entre les rhombomères formés.

## Développement
Il dérive directement de la vésicule primordiale rhombencéphalique. 
Il subit la flexion cervicale aux alentours du 28e jour de développement de l'embryon humain, puis une flexion pontique au terme du 35e jour de développement. Cette dernière flexion divise le rhombencéphale en deux portions : en arrière, le myélencéphale qui donnera la medulla oblongata (ou moelle allongée) et, en avant, le métencéphale qui donnera naissance au pont et au cervelet.
|                | Divisions embryologiques | Divisions embryologiques | Divisions embryologiques | Divisions anatomiques  | Divisions anatomiques |
| Encéphale      | Prosencéphale            | Télencéphale             | Télencéphale             | Télencéphale           | Cerveau antérieur     |
| Encéphale      | Prosencéphale            | Diencéphale              |                          |                        | Cerveau antérieur     |
| Encéphale      | Mésencéphale             | Mésencéphale             | Mésencéphale             | Mésencéphale           | Tronc cérébral        |
| Encéphale      | Rhombencéphale           | Métencéphale             | Protubérance annulaire   | Protubérance annulaire | Tronc cérébral        |
| Encéphale      | Rhombencéphale           | Métencéphale             | Cervelet                 | Cervelet               | Cervelet              |
| Encéphale      | Rhombencéphale           | Myélencéphale            | Moelle allongée          | Moelle allongée        | Tronc cérébral        |
| Moelle spinale | Moelle spinale           | Moelle spinale           | Moelle spinale           | Moelle spinale         | Moelle spinale        |